# Mario Aerts

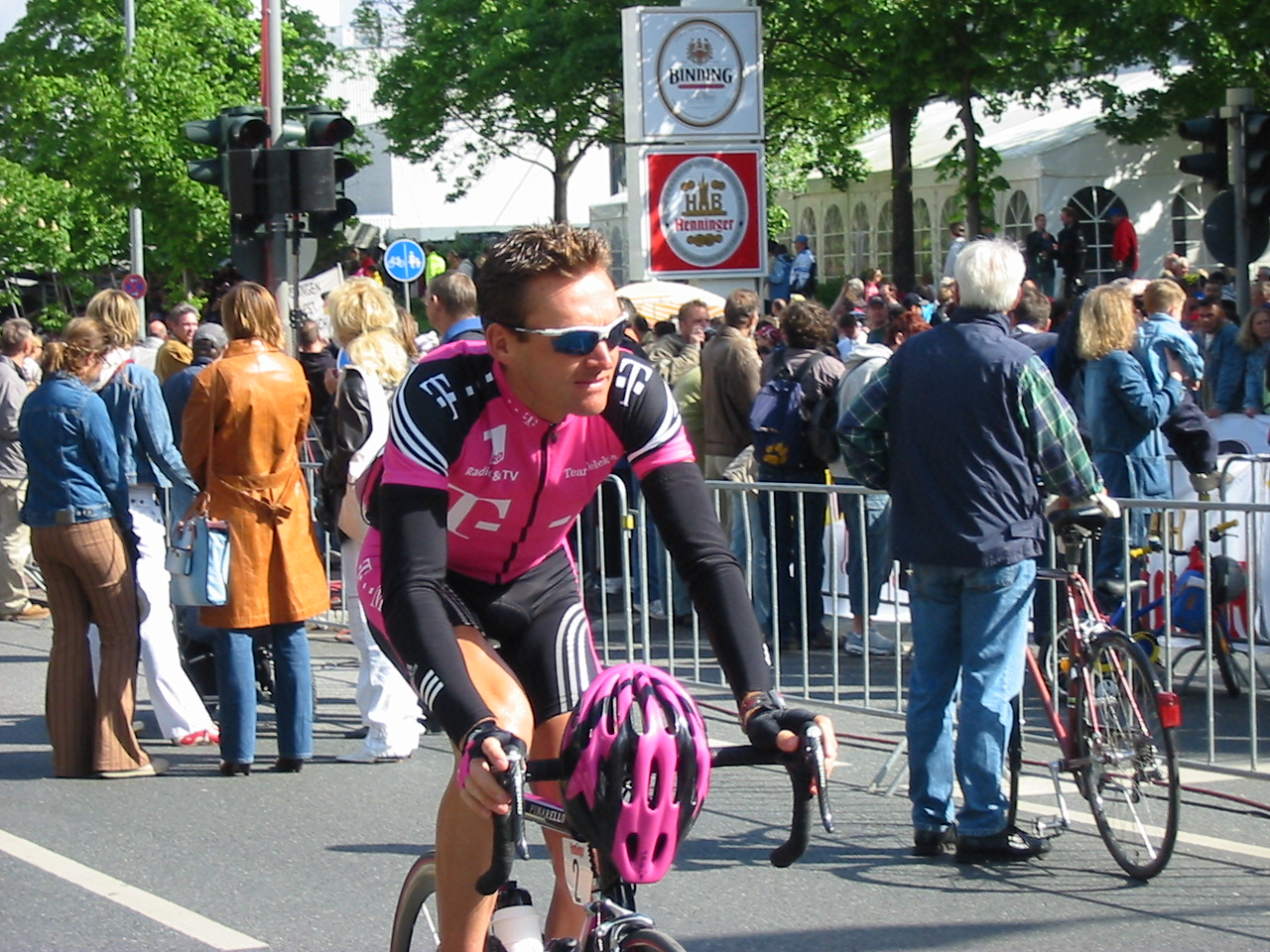
Mario Aerts 2003.

Mario Aerts, född 31 december 1974 i Herentals, Belgien, är en professionell tävlingscyklist som sedan 2005 cyklar för Davitamon-Lotto. Hans professionella bana startade 1996 och Aerts har sedan dess hunnit med fyra olika stall, Vlaanderen, Lotto, T-Mobile Team och Davitamon-Lotto.
Mario Aerts har inte vunnit någon cykeltävling sedan La Flèche Wallonne 2002, där han vann med tre sekunder framför Unai Etxebarria och sex sekunder framför den italienska klassikerspecialisten Michele Bartoli.
Under sin karriär har han också vunnit Grand Prix d'Isbergues 1996 och Circuit Franco-Belge 1997. Under säsongen 2001 vann han Giro della Provincia di Lucca.
Under säsongen 2007 deltog Aerts i alla de tre stora etapploppen, med andra ord Tour de France, Giro d'Italia och Vuelta a Espana, och slutförde alla tre. Han blev därmed den 25:e cyklisten i historien att klara av det.
Mario Aerts slutade åtta i linjeloppet under de Olympiska sommarspelen 2008. Tidigare under säsongen cyklade han Tour de France 2008 och slutade där på 31:a plats.

## Meriter
- 1994
  - 6:a, etapp, Tour de la Région Wallonne

- 1996
  - Grand Prix d'Isbergues

- 1997
  - Circuit Franco-Belge

- 1999
  - 3:a, La Flèche Wallonne

- 2001
  - Giro della Provincia di Lucca

- 2002
  - La Flèche Wallonne

## Stall
- Vlaanderen 1996–1997
- Lotto 1998–2002
- T-Mobile Team 2003–2004
- Davitamon-Lotto 2005–2011